# Noordelijke huisgroep

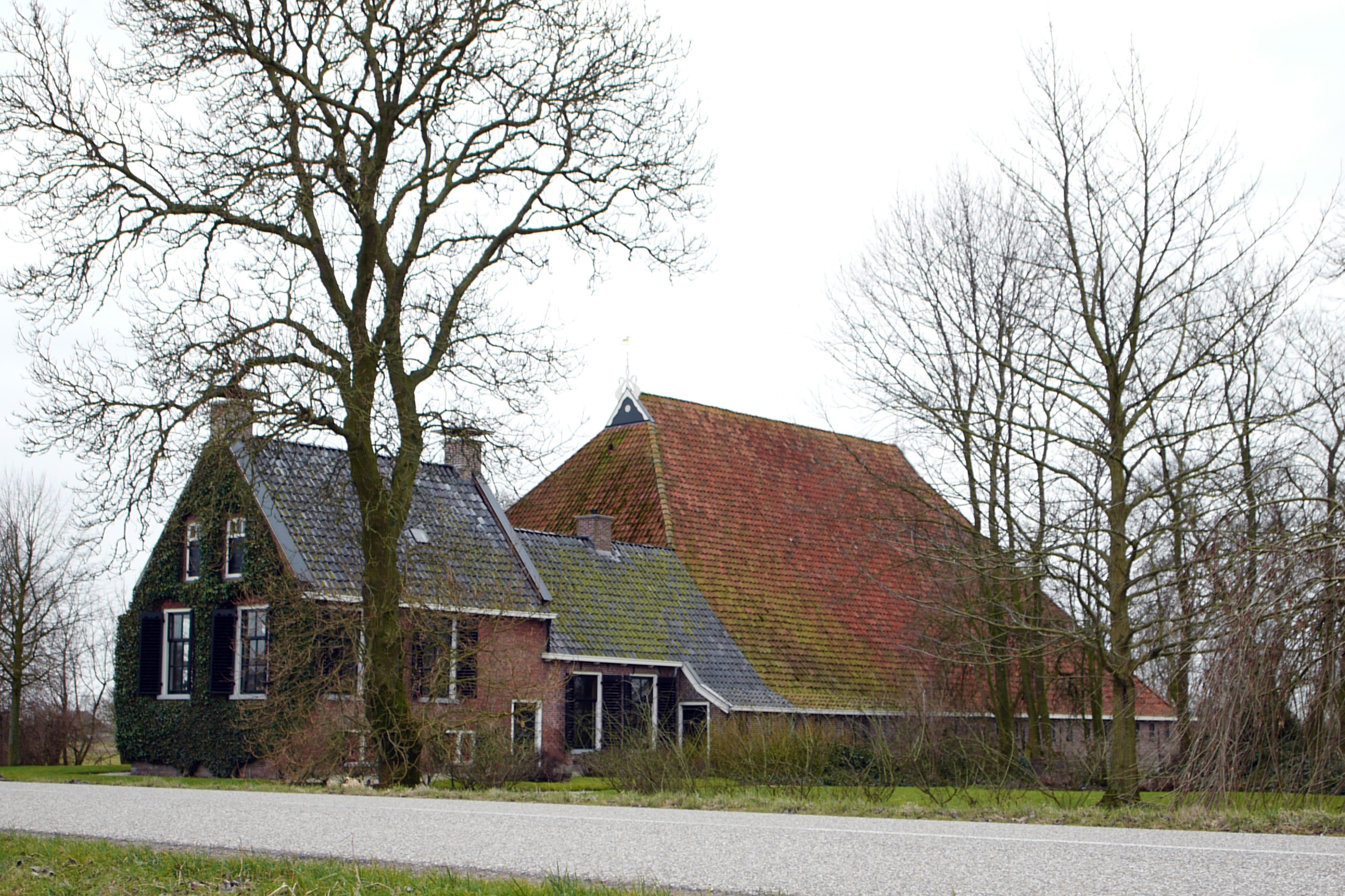
Een kop-hals-rompboerderij

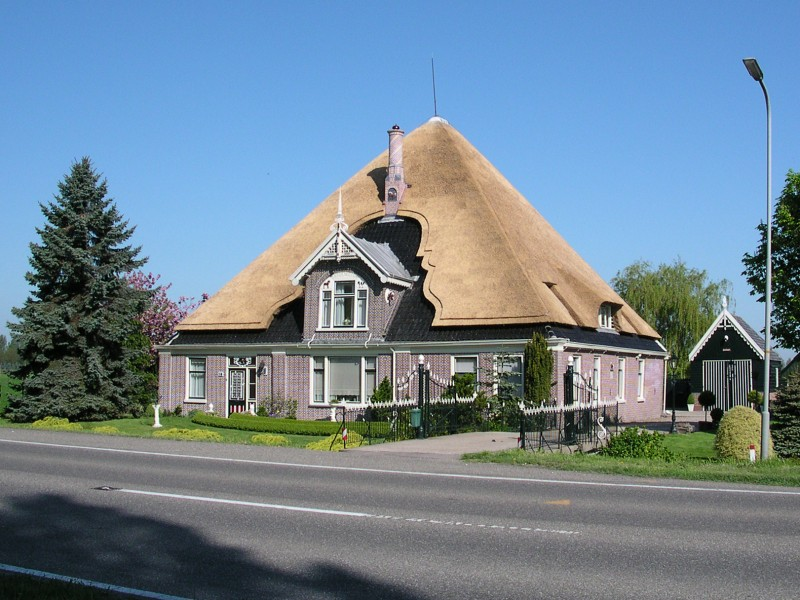
Een stolpboerderij

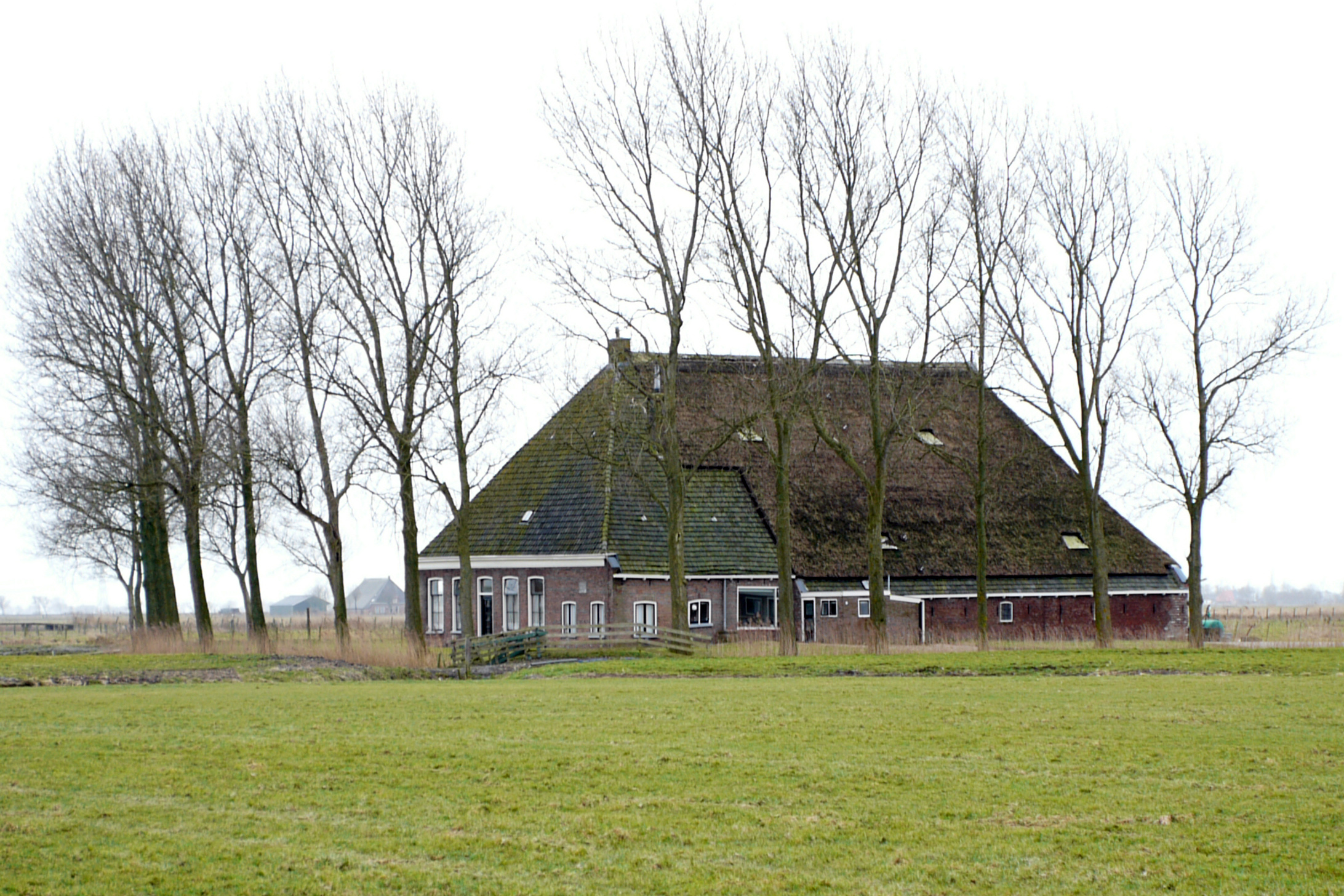
Een stelpboerderij

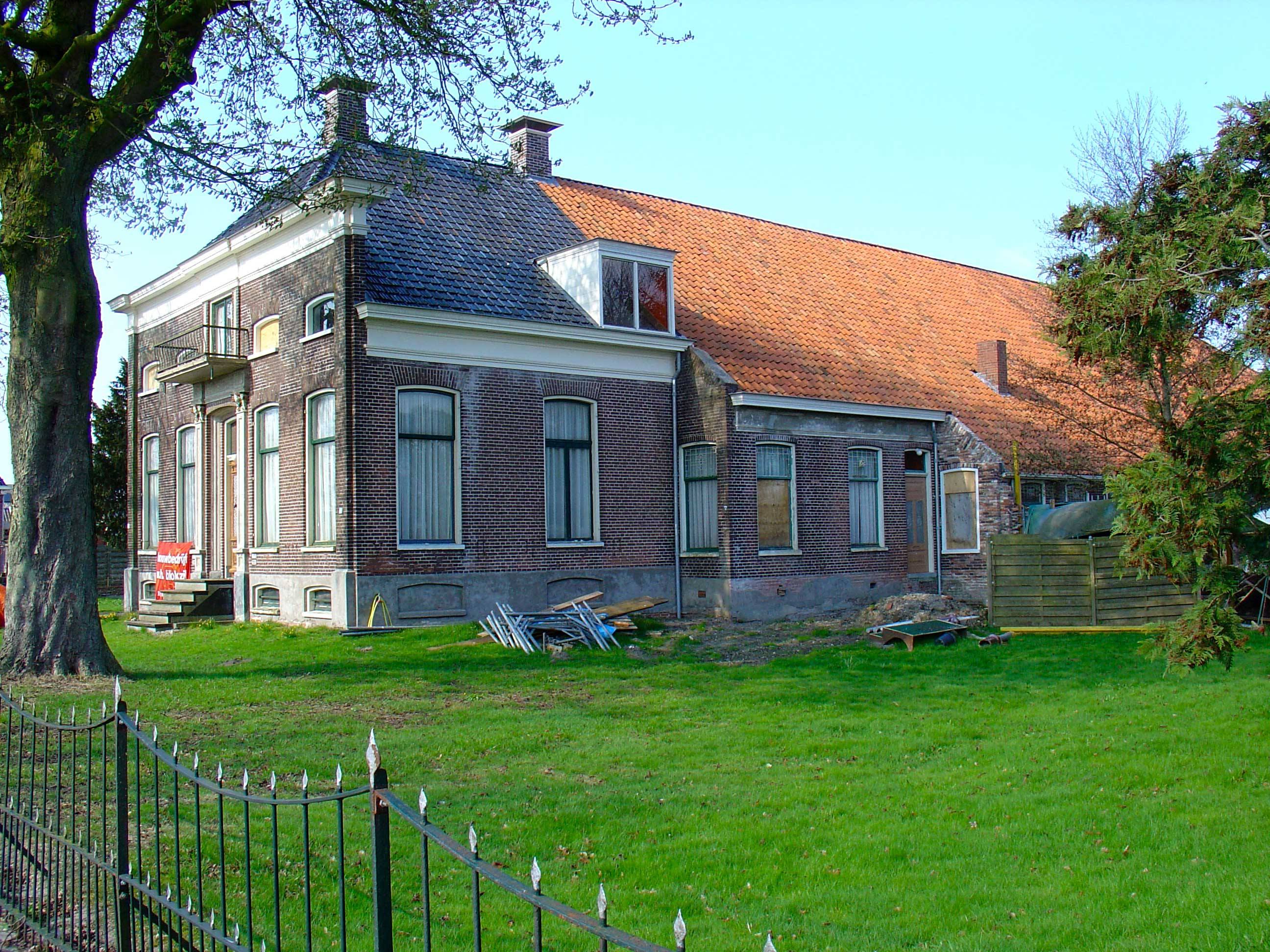
Een Oldambtster boerderij

De Noordelijke, Noord-Nederlandse of Friese huisgroep is een historisch boerderijtype, dat voorkomt in Noord-Nederland en Noordwest-Duitsland. We vinden boerderijen van dit type onder andere in Friesland, Noord-Holland, Groningen, op de Waddeneilanden en (sinds de negentiende eeuw) in delen van Drenthe, Overijssel en het Emsland. Ook in de Wieringermeer werden boerderijen van dit type gebouwd.
De boerderijen van dit type zijn ontstaan uit het prehistorische woonstalhuis of langhuis dat sinds de zestiende eeuw werd gecombineerd met de bouw van een Friese schuur. Een kenmerk van deze boerderijen is dat de koeien meestal met hun kop naar de muur staan. De constructie van deze boerderijen bestaat gewoonlijk (maar niet altijd) uit een dekbalkgebint: bij dit gebint wordt de staander met een korte pen in de liggende balk bevestigd en met toognagels vastgezet.
De indeling in historische boerderijtypes, die in de jaren vijftig werd ontworpen door Rob Hekker, wordt tegenwoordig onder voorbehoud gehanteerd, omdat hij onvoldoende recht doet aan de dynamiek van de historische ontwikkeling.

## Typen
De Noordelijke huisgroep wordt vaak onderverdeeld in drie hoofdgroepen en enkele subgroepen, die niet altijd scherp van elkaar te onderscheiden zijn
- langhuis
- boerderijen met een Friese schuur
  - kop-hals-rompboerderij (Friesland)
  - Hogelandster boerderij (kop-romp-boerderij)
  - Oldambtster of Oost-Friese boerderij
  - stolp- en stelpboerderij

### Oud-Friese Langhuis
Het oud-Friese langhuis of woonstalhuis kwam voor in Noord-Holland, Friesland, Groningen en het Duitse kustgebied en ontstond in de late middeleeuwen uit het woonstalhuis. Het type wordt vanwege de kenmerkende veeopstelling doorgaans gerekend tot de Noordelijke huisgroep. De boerderij bestond gewoonlijk uit een woonhuis, een lager middendeel met een keuken en een melkruimte en daarachter een langgerekte stal met plek voor tien tot vijftig koeien. Alle onderdelen waren oorspronkelijk driebeukig met een gebint dat het gebouw in korte vakken verdeelde. De Friese grupstal met dubbele rij koeien, steeds paarsgewijs (tussen twee stijlen) aangebonden met de koppen naar buiten geldt als het klassieke voorbeeld voor alle boerderijen van dit type. Beide rijen worden van elkaar gescheiden door een middengang met aan weerszijden een mestgoot.
Het gebouw had doorgaans een dekbalkgebint, maar bouwhistorisch onderzoek uit verschillende provincies heeft laten zien dat het woongedeelte van het langhuis rond 1600 vaak een ankerbalkgebint had. In een aantal oudere boerderijen in de noordelijke provincies en in het Waterland zijn soms nog restanten van langhuizen te vinden.

### Boerderijen met een Friese schuur
De Friese schuur kenmerkte zich door grote tasvakken, waarin de oogst op de bodem werd opgestapeld. Het ontstond waarschijnlijk uit laatmiddeleeuwse klooster- en tiendschuren, waarvan honderden in Frankrijk, Engeland en Vlaanderen bewaard zijn gebleven. In de 16e eeuw ontwikkelde zich daruit een groot aantal boerderijtypen, waaronder de Vlaamse, Zeeuwse en Brabantse schuur, de West-Vlaamse bergschuur en de zogenaamde agerumslade op landgoederen in Jutland en op Funen. In de Friese gewesten kennen we drie varianten.

#### Kop-hals-rompboerderij
Kop-hals-romp- en kop-romp-boerderijen komen voor in Friesland en in Noord-Groningen. Hierbij liggen de stallen aan de ene kant van de schuur en de deel aan de andere kant, in het midden bevindt de hooi- en oogstberging aan tegen de achtergevel liggen de stallen voor paarden. In de eventuele hals had men ruimte voor een spoelruimte om melk te verwerken. Dit type was dus vooral geschikt voor de melkveehouderij, hoewel ook in de Friese bouwstreek veel kop-hals-rompboerderijen te vinden zijn. De Groningse boerderijen met meer akkerbouw hadden soms de vorm van een kop-rompboerderij. Op het Hogeland waren de melkvertrekken dikwijls in het voorste gedeelte van de schuur ondergebracht of werd voor de hals van het gebouw een overdwars gebouwd woonhuis of een villa werd geplaatst. Bijzondere varianten vormden de boerderij op Ameland en Terschelling en de Bildtse boerderij. Deze boerderijen hebben een stal waarbij de koeien met hun kop naar het midden staan, terwijl aan de buitenzijde van het gebouw een gang achter de koeien liep. Op de eilanden bevond zich in het midden van de boerderij een deel met aan beide zijden ruimtes voor de hooi- en oogstberging.

#### Oldambtster of Oost-Friese boerderij
Oldambtster boerderijen (ook Oost-Friese boerderij of Gulfhaus genoemd) komen vooral voor in het oosten van Groningen, in Oost-Friesland en Oldenburg, maar hebben zich vandaaruit tevens verspreid over delen van Drenthe, Overijssel en het Emsland. Dit zijn vaak grote boerderijen met aan de ene zijde ruimte voor stallen, aan de andere zijde de deel en in het midden de opslagruimte voor de hooi- en oogstberging.

### Stolp- en stjelpboerderij
Stolpboerderijen komen voor in Noord-Holland, en dan vooral ten noorden van het IJ. Afgeleiden van de stolp zijn te vinden in het Duitse Noord-Friesland (Haubarg) en vroeger ook in Zeeland (Schouwse stolp). De stolp heeft een min of meer pyramidevormig dak, rustend op een gebint van gewoonlijk één, en zelden meer dan twee vierkanten. Rondom dit ene vierkant zijn er meerdere mogelijkheden voor de inwendige indeling, waarbij er meerdere subtypes onderscheiden worden, waaronder de Hollandse stolp, de West-Friese stolp, dee langhuisstolp, het hoohuis en de vrijstaande stolpschuur. Regionale varianten zijn de Wieringse boerderij en de Texelse schapenboet.. De Hollandse stolp heeft het woongedeelte langs de voorgevel en de dars en stal parallel aan elkaar langs beide zijgevels. De West-Friese stolp, heeft het woongedeelte (vaak met topgevel) en de dars parallel aan de zijgevels, en de stal langs de achtergevel. De Langhuisstolp heeft daarentegen het woongedeelte grotendeels uitstekend uit de stolpschuur, met de stal meestal achter het woongedeelte parallel aan de dars in de andere zijgevel. 
De Stelpboerderijen (Fries: Stjelp) komen voor in de provincie Friesland. Ze hebben dezelfde indeling als de Noord-Hollandse stolp, maar bestaan gebruikelijk uit drie of meer vierkanten. Hierdoor is de Stelp meer langwerpig van vorm. Het woongedeelte is niet zelden voorzien van een lichte krimp (versmalling van het bouwvlak) waardoor er in de zijgevels plaats is voor hogere ramen van in het schuurgedeelte.